# Fiskevårdsområde
Ett fiskevårdsområde (FVO) kan i Sverige bildas av fiskevatten som tillhör två eller flera fastigheter. Det förvaltas av en fiskevårdsområdesförening (FVOF) där fiskerättsinnehavarna är medlemmar. Man behöver inte äga en fastighet i ett fiskevårdsområde för att få vara med i föreningen utan det räcker att man t.ex. har beviljats fiskerätt i området. 
Det kan bildas efter ansökan till länsstyrelsen.
Föreningen sköter om fiskevården och säljer vanligtvis fiskekort till allmänheten.
En fiskevårdsområdesförening definieras som en ”föreningsförvaltad rättighetssamfällighet” och förvaltning av fiskevårdsområden regleras i Lagen om fiskevårdsområden, LOFO (1981:533).
I Sverige finns ca 2000 fiskevårdsområden som utgör grunden för svensk fiskeförvaltning i sötvatten. De flesta har bildats sedan 1981 då LOFO stiftades.
Fiskerätten och fisket i enskilda vatten i Sverige tillhör fastighetsägarna. Fiskevårdsområden bildas av fiskerättsägarna. Fiskevårdsområdet och fiskevårdsområdesföreningen underlättar förvaltningen av fisket i sjöar och vattendrag där det finns flera fastigheter. Avsikten med LOFO är att samordna förvaltningen och att tillvarata fiskerättsägarnas gemensamma intressen.